# Saalbachniederung (Landschaftsschutzgebiet)
Die Saalbachniederung wurde vom Landratsamt Karlsruhe durch Verordnung vom 21. Juni 1989 als Landschaftsschutzgebiet ausgewiesen. Es liegt auf dem Gebiet der Gemeinden Bruchsal, Hambrücken, Philippsburg und Waghäusel im Landkreis Karlsruhe. Durch die Ausweisung des Natur-, Landschafts- und Waldschutzgebiet Saalbachniederung im Jahr 2024 wurde das Landschaftsschutzgebiet erheblich verkleinert.

## Lage und Beschreibung
Das Landschaftsschutzgebiet liegt südwestlich von Phillipsburg in der Saalbachaue. Ursprünglich reichte es bis Karlsdorf, seit 2024 nur noch bis Hambrücken, wo heute das Natur- und Landschaftsschutzgebiet Saalbachniederung anschließt. Naturräumlich gehört das Gebiet zu den Hardtebenen. Im Osten grenzen die Landschaftsschutzgebiete Obere Lußhardt und Hambrücker Wiesen an, im Norden das Naturschutzgebiet Gewann Frankreich-Wiesental.

## Schutzzweck
Wesentlicher Schutzzweck ist laut Schutzgebietsverordnung  
1. „die Erhaltung der Saalbachniederung mit ihrer Biotopvielfalt und wegen ihrer Bedeutung für den Naturhaushalt - insbesondere auch im Hinblick auf die klimatische Ausgleichsfunktion - als typische Ausprägung einer Flussaue auf der Hardtplatte zwischen Bruchsal und Philippsburg;
2. das Freihalten der offenen Wiesenlandschaft und Feldflur und Sicherung der angrenzenden Waldbereiche als wertvolle Erholungsfläche im Einzugsbereich des Mittelzentrums Bruchsal;
3. der Schutz und die Pflege des reizvollen Landschaftsbildes, das insbesondere durch den Bachverlauf, die ihn begleitenden Wiesen und den abwechslungsreichen Waldtrauf bestimmt wird.
4. Zugleich ist anzustreben, dass die Wiesen soweit als möglich wieder hergestellt werden.“[2]